# Antonio Priante Abollado
Antonio Priante Abollado   (30 de novembre de 1939) és un traductor i escriptor en llengua castellana i catalana.

## Biografia
Va estudiar Dret (1958-1962) a la Universitat de Barcelona, on va ser professor ajudant de Dret Polític (1963-1964). En aquest últim any va començar el seu treball com a traductor literari de l'anglès, francès i italià. El 1966 va entrar a treballar com a redactor i traductor a Edicions Nauta fins al 1973. El 1974 ingressa en l'administració pública. Va cursar des de 1984 tres anys de Filologia clàssica, carrera que va abandonar per la creació de la seva primera novel·la; des de llavors ha conreat la narrativa històrica, l'assaig i el periodisme.
Ha traduït unes 25 obres majoritàriament sobre art i història. Com a narrador ha publicat Lesbia mía (Barcelona: Seix Barral, 1992), amb el poeta Valeri Catul com a protagonista i, el 1996,  La encina de Mario  (Edicions Clàssiques) sobre Ciceró. També 'El silenci de Goethe o L'última nit de Arthur Schopenhauer' '(Cahoba, 2006) i' El cabirol ferit de mort  (2007, Cahoba), novel·la epistolar, el personatge principal és Mariano José de Larra. Des de 2007 col·labora en català amb el 'Diari de Sant Cugat' ', i ha començat a conrear l'assaig amb' 'Del suïcidi considerat com una de les belles arts (tretze vides exemplars)' '(2012).